# Creación de Hidalgo

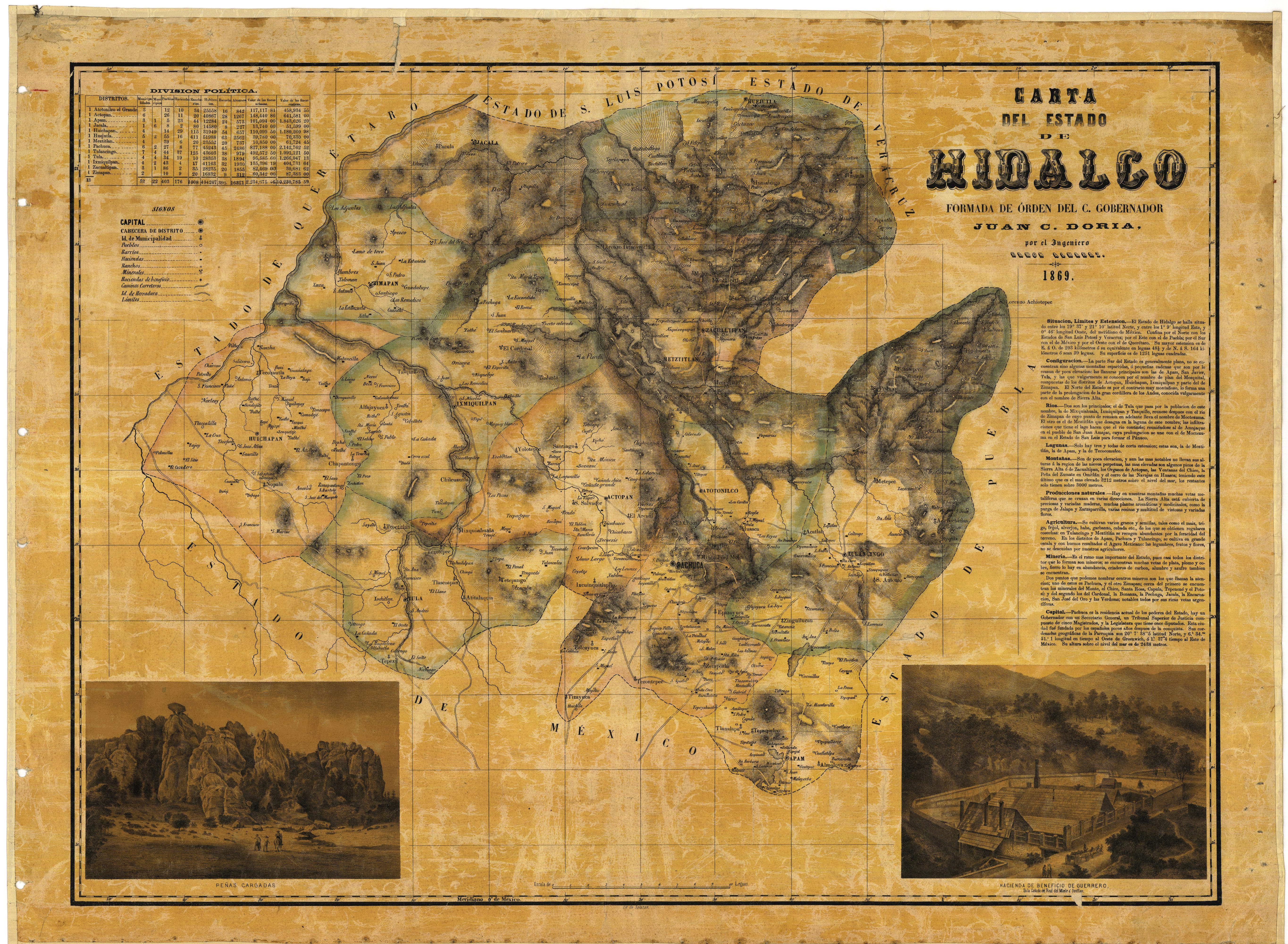
Primer mapa del estado de Hidalgo realizado en 1869 por Ramón Almaraz por encargo de Juan C. Doria. Al erigirse el estado, tenía 12 distritos, 46 municipalidades, 16 administraciones de rentas y 12 juzgados de primera instancia. En el primer censo se contabilizaron 404 207 habitantes. El avalúo de todo el territorio hidalguense que ascendió a la suma de 22 465 459 pesos.

La creación del Estado de Hidalgo fue el proceso legislativo que resultó en la creación de la nueva entidad federativa en México extraída de territorio del Estado de México: el Estado Libre y Soberano de Hidalgo.
Este proceso empezó en 1861, terminada la Guerra de Reforma; pero un año después los trámites tuvieron que interrumpirse por el desencadenamiento de la Intervención francesa en México. Concluido el Segundo Imperio Mexicano y  restaurada la República se reinicia el proceso.
El 16 de enero de 1869, el Congreso de la Unión emitió el Decreto de Erección del Estado de Hidalgo, por el presidente Benito Juárez. El primer gobernador fue Juan C. Doria. A la nueva entidad se le asignó el nombre de "Hidalgo" en honor a Miguel Hidalgo y Costilla, considerado padre de la patria e iniciador de la Independencia de México.

## Antecedentes

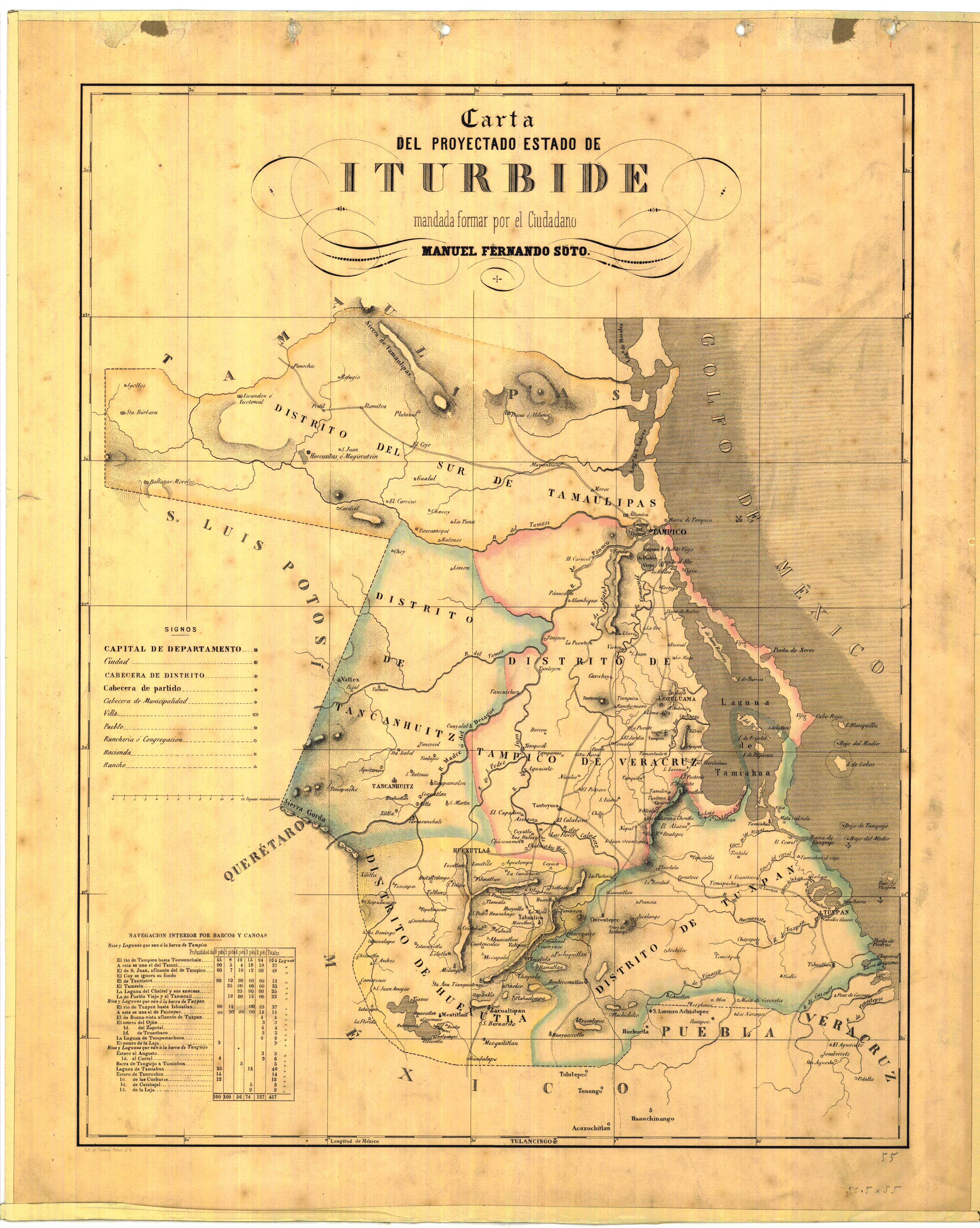
Carta del proyectado estado de Iturbide mandada a formar por Manuel Fernando Soto, en 1855.

Distintos factores se deben a la creación del estado de Hidalgo: la ingobernabilidad; la amplitud territorial del estado de México y la dificultad de las comunicaciones de la época, una gran inseguridad, levantamientos indígenas, etc.
Económicamente desde 1825, las zonas pulqueras y mineras del estado de Hidalgo aportaban más del 26% de toda la producción de la entidad mexiquense, así para 1868 el porcentaje de participación fue superior al 35%.
En cuanto a la seguridad, entre 1849 y 1869; se registran 14 disturbios mayores en el territorio, desde conflictos de límites y controversias por distribución de agua, como sucedió en el caso de Ocotepec en Apan. Hasta rebeliones campesinas como la de Manuel Domínguez, conocido como "El Comunista", sublevado en Pachuca; y la comandada por Ramón García Ugarte, en Huichapan, Tecozautla y Alfajayucan.
El primer intento para crear una entidad federativa con los territorios comprendidos dentro del estado de Hidalgo fue el 1 de junio de 1823, suscrito por Cristóbal Andrade, representante de Huejutla, a través del cual solicitaba apoyo para formar la provincia de La Huasteca, con diversas poblaciones pertenecientes a Veracruz, San Luis Potosí, Tamaulipas y la porción norte del estado de México que corresponde al estado de Hidalgo. Andrade se dirigió al Congreso Constituyente, pero su propuesta fue rechazada.
El 31 de octubre de 1855, Manuel Fernando Soto, diputado por Tulancingo, retomó el viejo proyecto del Estado Huasteco, ahora con el nombre de Iturbide,  que se formaría con los distritos de Túxpam, Tampico, Tancahuitz, Huejutla y el sur de Tamaulipas, y los territorios planteados en 1823.  El proyecto, fue rechazado por las entidades afectadas, pero fue llevada al Congreso Constituyente, donde se discutió en diversas sesiones durante 1856 y 1857, sin lograr su aprobación.

## Intentos de erección del estado de Hidalgo

### Primer intento

División territorial durante el Segundo Imperio Mexicano; se establecieron cincuenta departamentos, dos de ellos, comprendieron el estado de Hidalgo, los de Tula y Tulancingo.

El 13 de noviembre de 1861, terminada la Guerra de Reforma, habitantes de los distritos de Tula, Tulancingo, Huejutla, Teotihuacán y Texcoco, iniciaron a través de los diputados Alejandro Garrido, Justino Fernández y José Luis Revilla las gestiones para erigir un nuevo estado con el nombre de Hidalgo.
Los trámites tuvieron que interrumpirse por el desencadenamiento de la Intervención francesa en México. Para organizar al ejército mexicano el 7 de junio de 1862, el Presidente de México Benito Juárez, decretó la división del estado de México en tres distritos militares, el segundo formado por los territorios que integran al estado de Hidalgo, para el que designó como capital a Actopan y nombró como comandante a Pedro Hinojosa. La falta de infraestructura para alojar a las autoridades de esa localidad obligó a cambiar la sede a Pachuca.
La estructura de los Distritos Militares operó hasta el 3 de marzo de 1865, fecha en la que el emperador Maximiliano de Habsburgo decretó una nueva organización territorial. Se establecieron cincuenta departamentos. Dos de ellos comprendieron el estado de Hidalgo: los de Tula y Tulancingo.

### Segundo intento

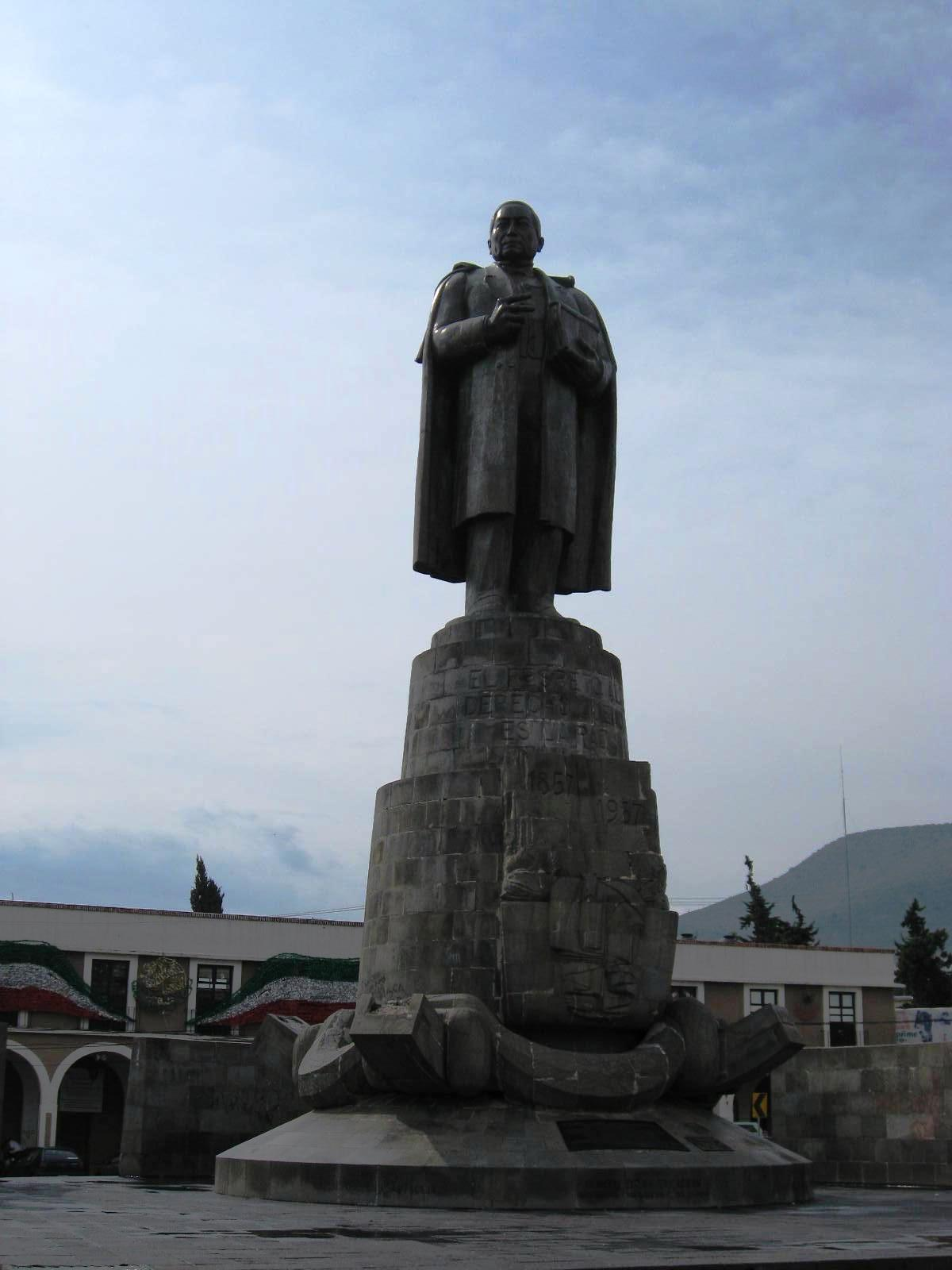
Monumento a Benito Juárez, en la Plaza Juárez en Pachuca de Soto.

Al concluir el Segundo Imperio Mexicano y restaurarse la República. El 15 de julio de 1867, los diputados Manuel Fernando Soto, Antonino Tagle, Manuel T. Andrade, Cipriano Robert, Protasio Tagle, Gabriel Mancera, José Luis Revilla y Justino Fernández iniciaron el proceso de creación del nuevo estado.
Con el interinato en la gubernatura del estado de México de Cayetano Gómez Pérez, se obtiuvo la aprobación del Congreso del Estado de México para segregar de su territorio a los ayuntamientos del norte, el 30 de enero de 1868.
Los ayuntamientos que deseaban formar parte de la nueva entidad manifestaron al Congreso de la Unión, entre el 2 de julio y el 19 de agosto de 1867, su resistencia a continuar como parte del estado de México, para lo cual solicitaron subsistiera la división que los comprendió dentro del Segundo Distrito Militar.
Entre los meses de enero y marzo de 1868, llegaron comunicados remitidos al Congreso de la Unión en los que se solicitó apresurar el proceso o bien considerar provisionalmente erigido al nuevo estado, suscritos por los Ayuntamientos de: Actopan, Alfajayucan, El Arenal, Acaxochitlán, El Cardonal, Cuautepec, Atotonilco el Grande, Atotonilco el Chico, Tianguistengo, Mixquiahuala, Ixcuinquitlapilco (San Agustín Tlaxiaca), Ixmiquilpan, San Salvador, Santiago Tlachichilco, La Misión, Mineral del Monte, Pachuca, Tulancingo, Singuilucan, Metepec, Huascasaloya, Tula, Chapantongo, Zempoala, Atitalaquia, Tlaxcoapan, Tezontepec de Aldama, Tetepango, Tepetitlán, Jacala, Pacula, Zimapán, Tasquillo, Tutotepec, Tenango, Huejutla, Zacualtipán, Xochicoatlán, Molango y Omitlán.
El 17 de marzo de 1868 en sesión del Congreso de la Unión aprobó crear el estado de Hidalgo con los distritos de Actopan, Apan, Huejutla, Huichapan, Huascazaloya, Ixmiquilpan, Tula, Pachuca, Tulancingo, Zacualtipán y Zimapán.
Con lo establecido en el artículo 72 de la Constitución de 1857, se tuvo que esperar la aprobación de la mayoría de las legislaturas de los congresos locales de los estados de la república. El 24 de noviembre, la propuesta obtuvo la mayoría de votos de las legislaturas, siendo el último estado Oaxaca.

## Decreto de Erección del Estado de Hidalgo

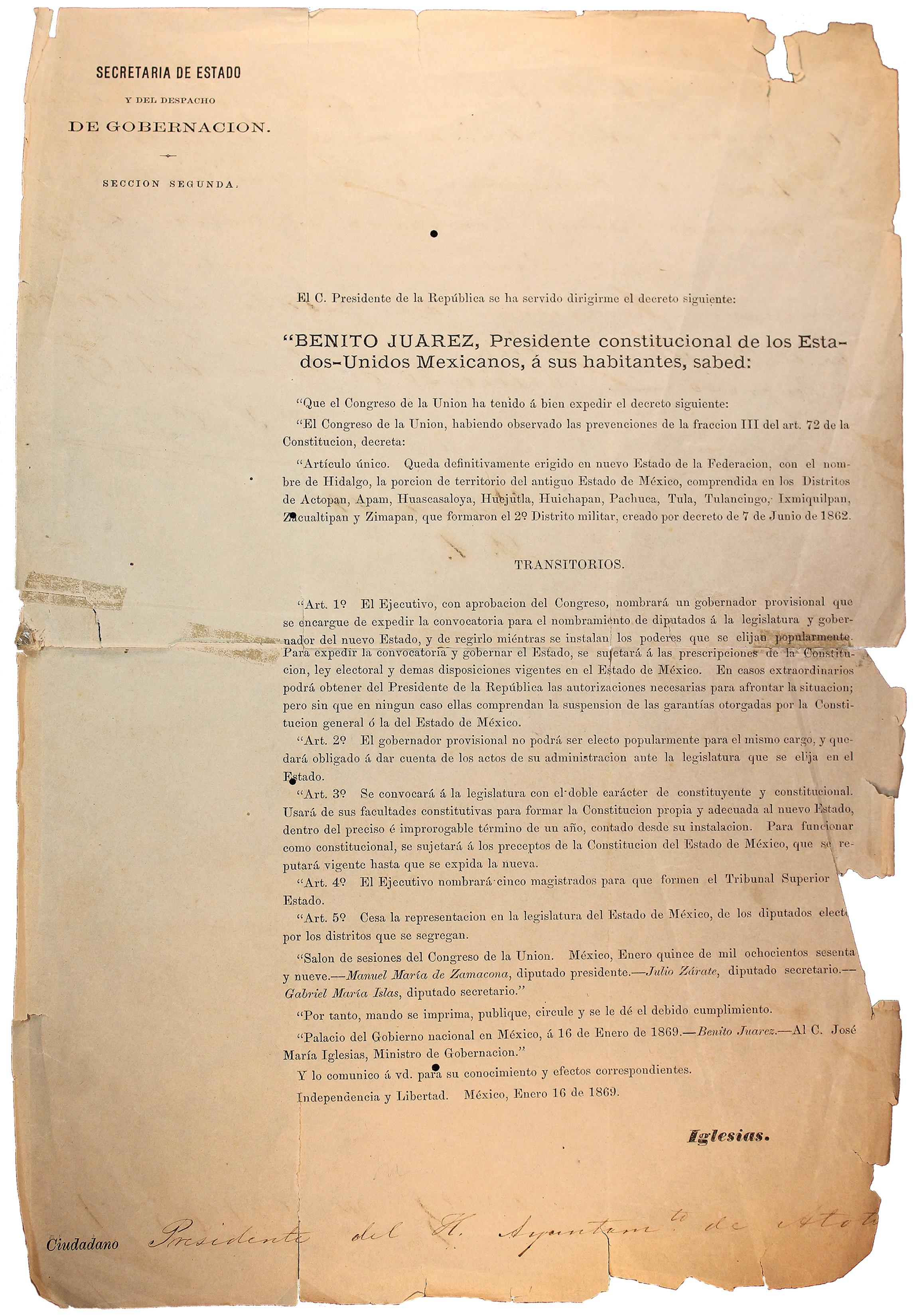
Decreto de Erección del Estado de Hidalgo.

El 16 de enero de 1869, se emitió el Decreto de Erección del Estado de Hidalgo, por el presidente Benito Juárez. En el decreto oficial se lee lo siguiente:

«Lic. Benito Pablo Juárez García, Presidente Constitucional de los Estados Unidos Mexicanos, a sus habitantes sabed: 

Que el Congreso de la Unión ha tenido a bien expedir el decreto siguiente: 

Artículo Único. Queda definitivamente erigido en nuevo Estado de la Federación con el nombre de Hidalgo, la porción de territorio del antiguo estado de México, comprendida en los distritos de Actopan, Apan, Huejutla, Huichapan, Pachuca, Tula, Tulancingo, Ixmiquilpan, Zacualtipán y Zimapán que formaron el segundo distrito militar, creado por decreto de 7 de junio de 1862.»
Decreto de Erección del Estado de Hidalgo

## Primer gobierno

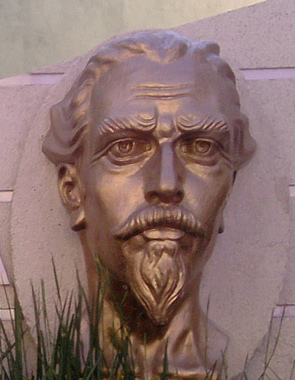
Juan C. Doria gobernador del 27 de enero al 28 de mayo de 1869. Según los "Anales del Estado de Hidalgo", entre sus trabajos destacan: la creación del Instituto Literario del Estado, la fundación de 150 escuelas, la organización de las oficinas del gobierno y la gestión del correo para diversos lugares del estado.

En los artículos transitorios del Decreto de Erección, se previó el nombramiento del gobernador provisional; el 21 de enero de 1869, fue nombrado Juan Crisóstomo Doria González, como gobernador provisional. La designación como capital, es un hecho tácito, pues no se menciona en el decreto que crea la entidad.
Distintos poblados se propusieron, Actopan fue rechazada por no contar con la infraestructura necesaria, Tula en razón de su ubicación, lejana de la mayor parte de los centros de población y Tulancingo, por ser sede de la Diócesis de Tulancingo. Pachuca, fue reconocida tácitamente como la capital; Doria se presentó en la ciudad a tomar posesión de cargo, el 27 de enero de 1869.
El primer documento en el que se asentó oficialmente el reconocimiento como capital fue suscrito el 24 de marzo de 1869, cuyo contenido fue la convocatoria para las primeras elecciones estatales realizadas el 2 de mayo de 1869. El resultado de los diputados electos de la I Legislatura fue:
- Por Tulancingo, Felipe Pérez Soto: Presidente.
- Por Atotonilco, Ignacio Durán: Vicepresidente.
- Por Apan, Ignacio Serna.
- Por Actopan, Fermín Vinlegra.
- Por Huejutla, Manuel Medina.
- Por Huichapan, Evaristo del Rello.
- Por Pachuca, Ramón Mancera.
- Por Zimapán, Ignacio Sánchez.
- Por Tula, Cipriano Escobedo: Secretario.
- Por Zacualtipán, Manuel T. Andrade: Secretario.

El Decreto n.º 1, de la I Legislatura de fecha 18 de mayo de 1869, declara gobernador constitucional a Antonino Tagle. Juan C. Doria concluyó su gestión el 27 de mayo de 1869.
Los primeros magistrados, que integraron el Tribunal Superior de Justicia del Estado, fueron nombrados por el Decreto n.º 7. del 2 de julio de 1869. Los magistrados: Francisco de Asís Osorio, Juan Bermúdez, Modesto Herrera, Lino Beltrán, Francisco Bulmaro y Pedro Montes de Oca; fiscal: licenciado Mariano Castello. La Constitución Política del Estado de Hidalgo fue promulgada el 21 de mayo de 1870.